# Zoltán Halmay

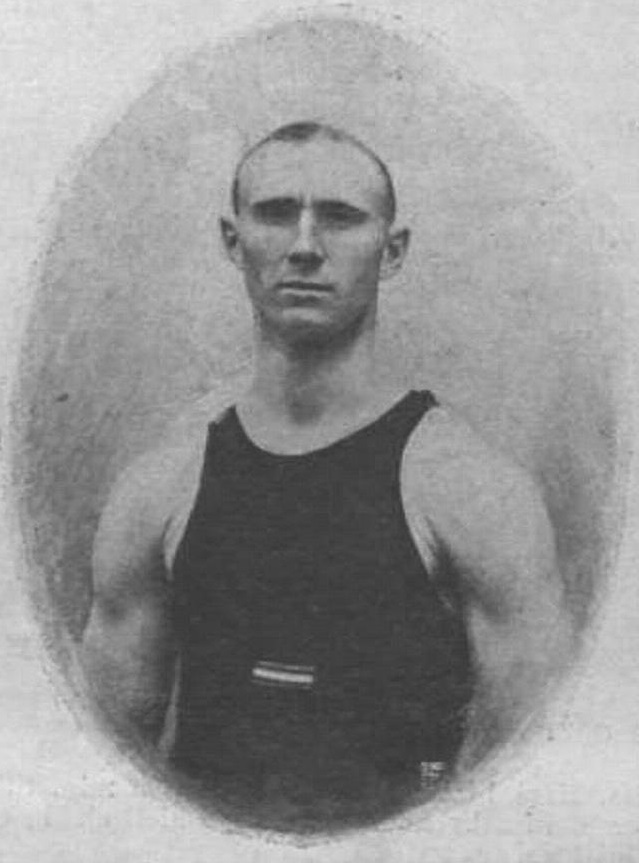
Zoltán Halmay en 1905.

Zoltán Halmay (18 de junio de 1881-20 de mayo de 1956) fue un nadador del Imperio austrohúngaro, actual Hungría. Compitió en los Juegos Olímpicos desde 1900 a 1908 donde consiguió las siguientes medallas:
- 1900: plata (200 m, 4000 m libres), bronce (1000 m libres).
- 1904: oro (50yd, 100yd libres).
- 1906: oro (4×250 m libres relevos), plata (100 m libres) (estos juegos no son considerados oficiales por el COI).
- 1908: plata (100 m libres; 4×200 m libres relevos).

Halmay nació en Vysoká pri Morave cerca de Bratislava (actualmente Eslovaquia) y murió en Budapest.